# 박혜민
박혜민(2000년 11월 8일 ~ )은 대한민국의 배구 선수이다. 현재 정관장 레드스파크스 소속 선수이다.
진주 선명여자고등학교 출신으로 2018-19 신인선수 드래프트에서 GS칼텍스의 1라운드 3순위 지명을 받고 입단한다. 2021년 4월 28일 대전 KGC인삼공사와 1대1 트레이드를 통해 이적하였다.

## 수상 경력

### 단체 수상

#### 개인 클럽
- GS칼텍스 서울 KIXX (2018-2021)
  - V-리그
    - 챔피언결정전
      -  우승 (1회) : 2020-21

    - 정규리그
      -  1위 (1회) : 2020-21

  - KOVO컵
    -  우승 (1회) : 2020